# Павон, Хосе
Хосе́ Паво́н-и-Химе́нес (исп. José Antonio Pavón y Jiménez или исп. José Antonio Pavón; 22 апреля 1754, Касатехада, Касерес — 13 марта 1840, Мадрид) — испанский ботаник и фармацевт. Прославился исследованиями флоры Перу и Чили. Во время царствования в Испании Карла III он вместе с Иполито Руисом Лопесом между 1779 и 1788 годами посетил страны Южной Америки.
Многие растения описаны им совместно с Руисом Лопесом. В ботанической литературе часто используется сокращение Ruiz & Pav., указывающее на совместное авторство этих исследователей.
- Alstroemeria revoluta Ruiz et Pav.
- Baccharis linearis  (Ruiz & Pav.) Pers.
- Schizanthus pinnatus Ruiz & Pav.
- Лапажерия (Lapageria Ruiz & Pav.)

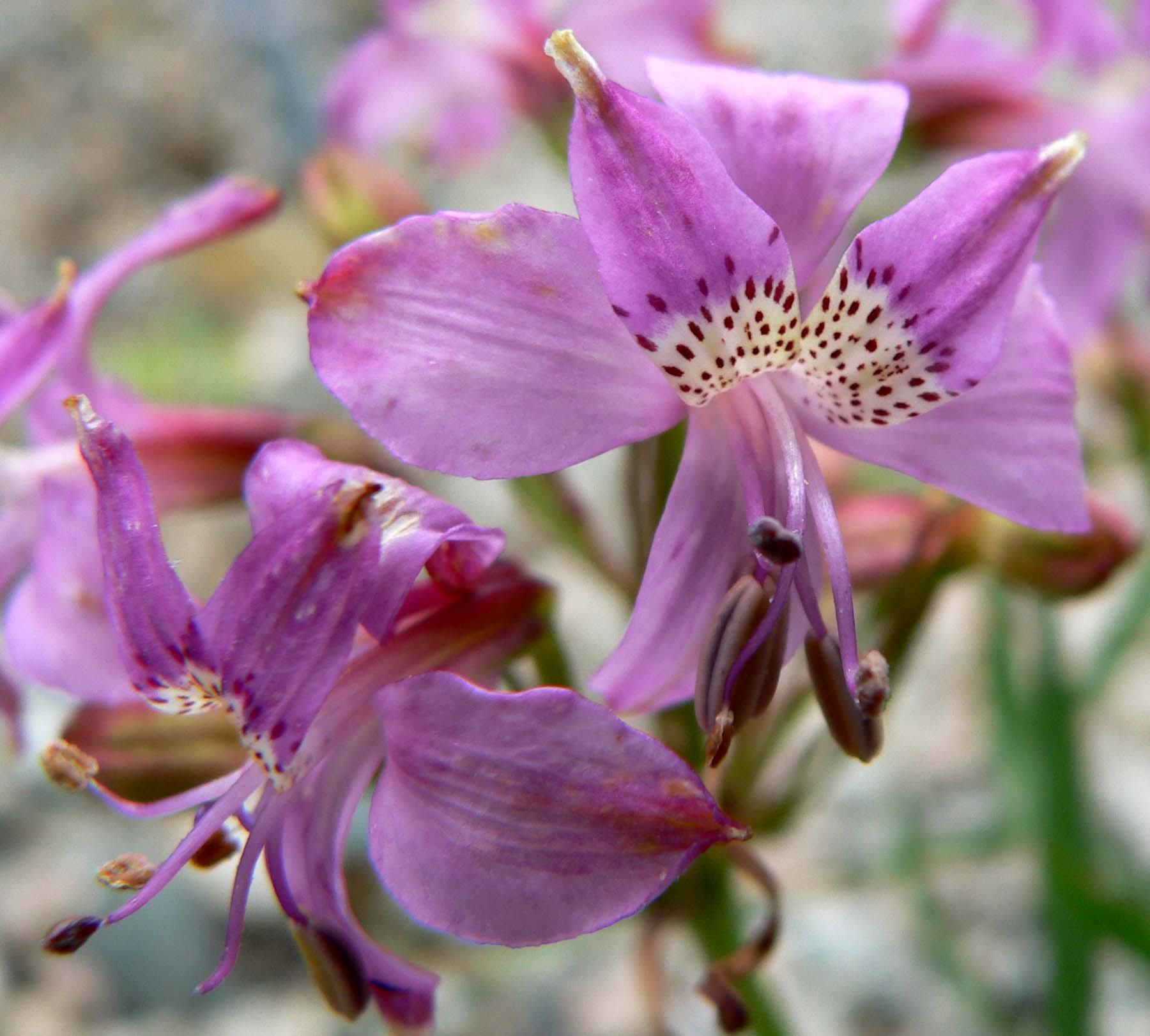
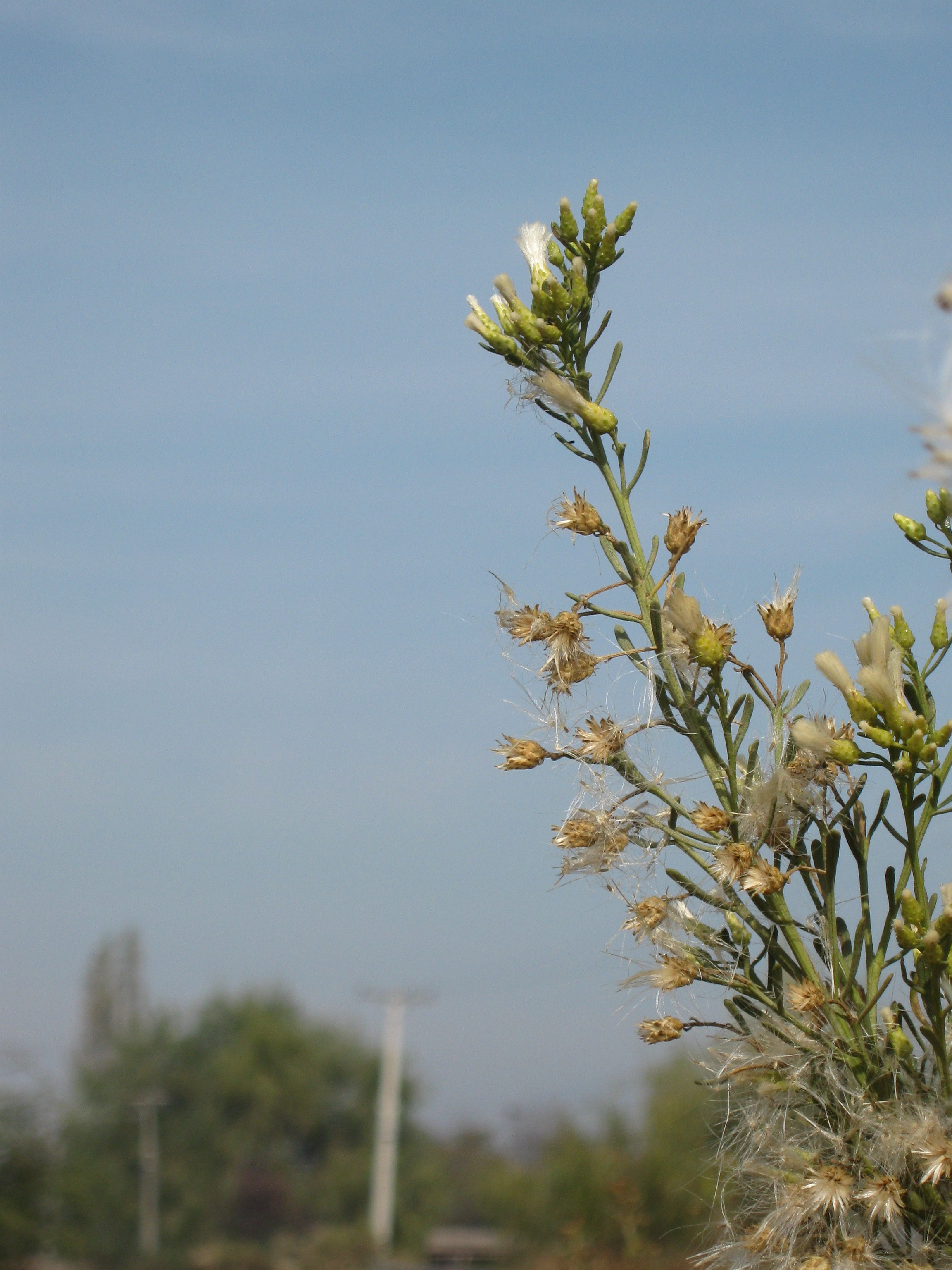
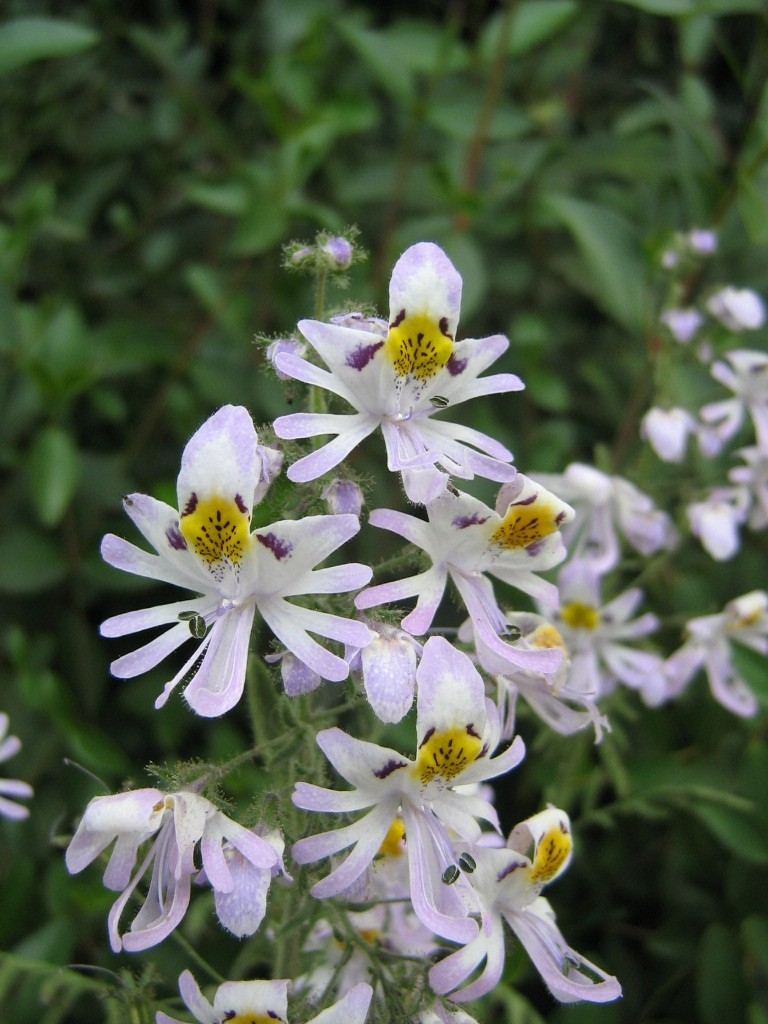
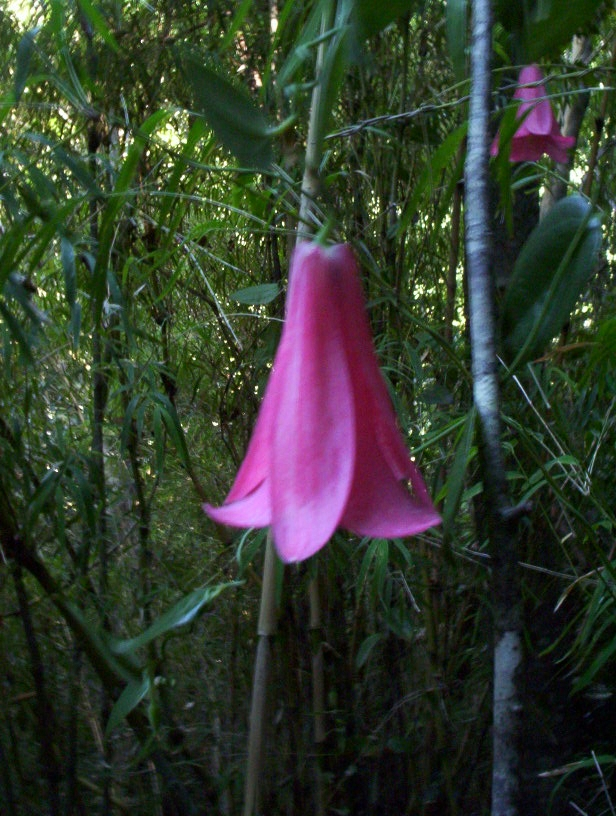

Именем Хосе Павона назван род растений семейства Мальвовые Pavonia Cav. — Павония.

## Работы
Совместно с Руисом Лопесом:
- Florae Peruvianae et Chilensis prodromus, sive, Novorum generum plantarum Peruvianarum et Chilensium descriptiones, et icones Рим, 1797
- Systema vegetabilium florae Peruvianae et Chilensis: characteres prodromi genericos differentias… Мадрид?, 1798
- Flora Peruviana, et Chilensis, sive, Descriptiones et icones plantarum Peruvianarum, et Chilensium, secundum systema Linnaeanum digestae… Мадрид, 1798—1802 Том 1